# Beidagang Shuiku
Beidagang Shuiku är en reservoar i Kina. Den ligger i storstadsområdet Tianjin, i den norra delen av landet, omkring 46 kilometer söder om stadens centrum.
Genomsnittlig årsnederbörd är 683 millimeter. Den regnigaste månaden är juli, med i genomsnitt 253 mm nederbörd, och den torraste är januari, med 4 mm nederbörd.